# William Herbert (1580-1630)

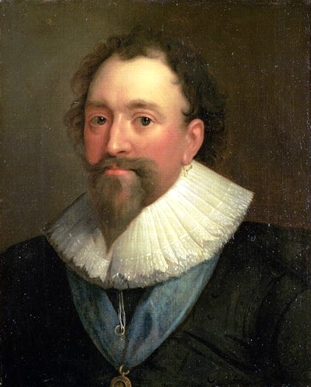
Wiliam Herbert. Olieverfschilderij van Daniël Mijtens, 1625.

William Herbert, 3e graaf van Pembroke (8 april 1580 – 10 april 1630) was een  zoon van Henry Herbert, de 2e graaf, en diens vrouw Mary Sidney. William en zijn broer Philip Herbert, de 4e graaf, werden betiteld als 'the most Noble and Incomparable Pair of Brethren', aan wie William Shakespeares First Folio werd opgedragen. Hij was ook een van Shakespeares begunstigers.
Herberts vader regelde voor William een huwelijk met Bridget Vere, een kleindochter van William Cecil, baron Burghley. Hem werd een jaargeld geboden van 3000 pond, ingaande na Burghleys dood. Hij wilde het geld echter met onmiddellijke ingang, en het geplande huwelijk vond daarop geen doorgang.
Op 20-jarige leeftijd had hij een affaire met Mary Fitton, hofdame van koningin Elizabeth I, die wel wordt genoemd als zijnde de 'Dark Lady' in de Sonnetten van Shakespeare. Hij verwekte een kind bij haar, wat hij ook erkende, maar hij weigerde haar te trouwen. Hierop werd hij naar de beruchte Londense gevangenis Fleet Prison gestuurd. Tijdens zijn verblijf daar schreef hij poëzie. Het kind stierf overigens meteen na de geboorte in 1601.
Hij richtte een verzoekschrift aan Robert Cecil, 1e graaf van Salisbury, een zoon van William Cecil, en werd uiteindelijk vrijgelaten. Hij was echter tijdelijk niet welkom aan het hof.
In november 1604 trouwde hij met Mary Talbot Herbert, een dochter van Gilbert Talbot, 7e graaf van Shrewsbury. Het huwelijk bleef kinderloos. Wel werden er twee kinderen geboren uit een affaire die hij had met de dichteres Mary Wroth, een dochter van zijn oom Robert Sidney. De kinderen werden overigens geboren na de dood van haar echtgenoot.
In 1615 werd William Herbert benoemd tot Lord Chamberlain, een hoge coördinerende functie aan het koninklijk hof.  In 1617 werd hij, na toestemming van Jacobus I, stichter en Chancellor (hoofd) van het naar hem genoemde Pembroke College van de Universiteit van Oxford.
Hij stierf in 1630 op 50-jarige leeftijd, waarop zijn titel overging op zijn broer Philip Herbert.

## Herbert en de sonnetten van Shakespeare
William Herbert wordt wel genoemd als een van de kandidaten die in Shakespeares sonnetten wordt omschreven als de 'Fair Youth', die wordt aangeraden zijn jeugdige activiteiten achter zich te laten en te trouwen. De reden wordt gezocht in het feit dat Herbert een mecenas van Shakespeare was en dat de schrijver de initialen 'W.H.' vermeldde. Er worden echter ook andere kandidaten genoemd, die dezelfde initialen dragen.